# 尼尔森·斯托尔
尼尔森·斯托尔（英語：Nelson Stoll）美国音频工程师。他获得了2次奥斯卡最佳音响效果奖提名。自1970年起，沙洛克参与制作了60多部电影。

## 部分影视作品
- 沙丘 (1984)[1]
- 全面回忆 (1990)[2]